# Serov
Serov (russisk: Серов, tr. Serov) er en by i Sverdlovsk oblast i Urals føderale distrikt i Den Russiske Føderation. Byen ligger cirka 350 km fra Jekaterinburg og har 93.192 (2023) indbyggere. Byen ligger for den østlige fod af Uralbjergene ved Kakvafloden.